# Šarišský Štiavnik
Šarišský Štiavnik – wieś (obec) na Słowacji w kraju preszowskim, powiecie Svidník.
Šarišský Štiavnik położony jest w historycznym kraju Szarysz na szlaku handlowym z Węgier do Polski. Pierwsze wzmianki o wsi pochodzą z roku 1567.